# Phước Hậu, Vĩnh Long
Phước Hậu là một phường thuộc tỉnh Vĩnh Long, Việt Nam.

## Địa lý
Phường Phước Hậu có vị trí địa lý:
- Phía đông giáp xã Long Hồ.
- Phía tây giáp phường Tân Hạnh.
- Phía nam giáp xã Phú Quới.
- Phía bắc giáp phường Long Châu và Thanh Đức.

Phường Phước Hậu có diện tích 15,52 km², dân số năm 2025 là 50.839 người, mật độ dân số đạt 3.275 người/km².

## Lịch sử
Ngày 16 tháng 6 năm 2025, Ủy ban Thường vụ Quốc hội ban hành Nghị quyết số 1687/NQ-UBTVQH15 về việc sắp xếp các đơn vị hành chính cấp xã của tỉnh Vĩnh Long năm 2025. Theo đó, sắp xếp toàn bộ diện tích tự nhiên, quy mô dân số của Phường 3, Phường 4 (thành phố Vĩnh Long) và xã Phước Hậu (huyện Long Hồ) thành phường mới có tên gọi là phường Phước Hậu.
Sau khi sáp nhập, phường Phước Hậu có 15,52 km² diện tích tự nhiên và dân số 50.839 người.

## Hành chính
Phường Phước Hậu được chia thành 16 khóm, ấp: khóm 1 đến khóm 10, Phước Hanh A, Phước Hanh B, Phước Lợi A, Phước Lợi B, Phước Lợi C, Phước Ngươn A.